# Pomponrahka
Pomponrahka est une tourbière située dans le quartier de Lentokenttä à Turku en Finlande.

## Présentation
Pomponrahka est une zone marécageuse au sud de l'aéroport de Turku, au bord du ruisseau  Kuninkoja. 
La zone Natura 2000 d'une superficie de 135 hectares fait partie du programme national de protection des tourbières.
Pomponrahka est très représentative en termes de flore et de faune, et la zone, qui est diversifiée en termes de types de marais, fait partie des tourbières ombrotrophes de la zone de l'archipel finlandais.
La zone se compose de Pomponrahka au sud et des marais d'Isosuo au nord. 
Pomponrahka est parcouru par un sentier et par un sentier de randonnée et de caillebotis.
Le sentier est accessible depuis le stationnement de la Vahdontie ou depuis le sentier extérieur de Runosmäki, qui rejoint le sentier de Pomponrahka via la passerelle traversant l'Ohikulkutie.  
La longueur du parcours est d'environ 2 km.

## Protection
Pomponrahka est une zone Natura 2000 de 135 hectares et fait partie du programme national de protection des tourbières.
Pomponrahka a été protégée par la loi sur la conservation de la nature en 1983. 
La zone appartenant à la ville de Turku est une réserve naturelle , mais le reste du marais, qui appartient à l'État, est toujours sans zone de conservation. 
Pomponrahka fait partie du programme de base de protection des tourbières et est désignée comme zone de conservation dans le plan de la région de Turku.
Selon la Directive Habitats, les types d'habitats sont 69% de marais et 1% de prairies.

## Galerie

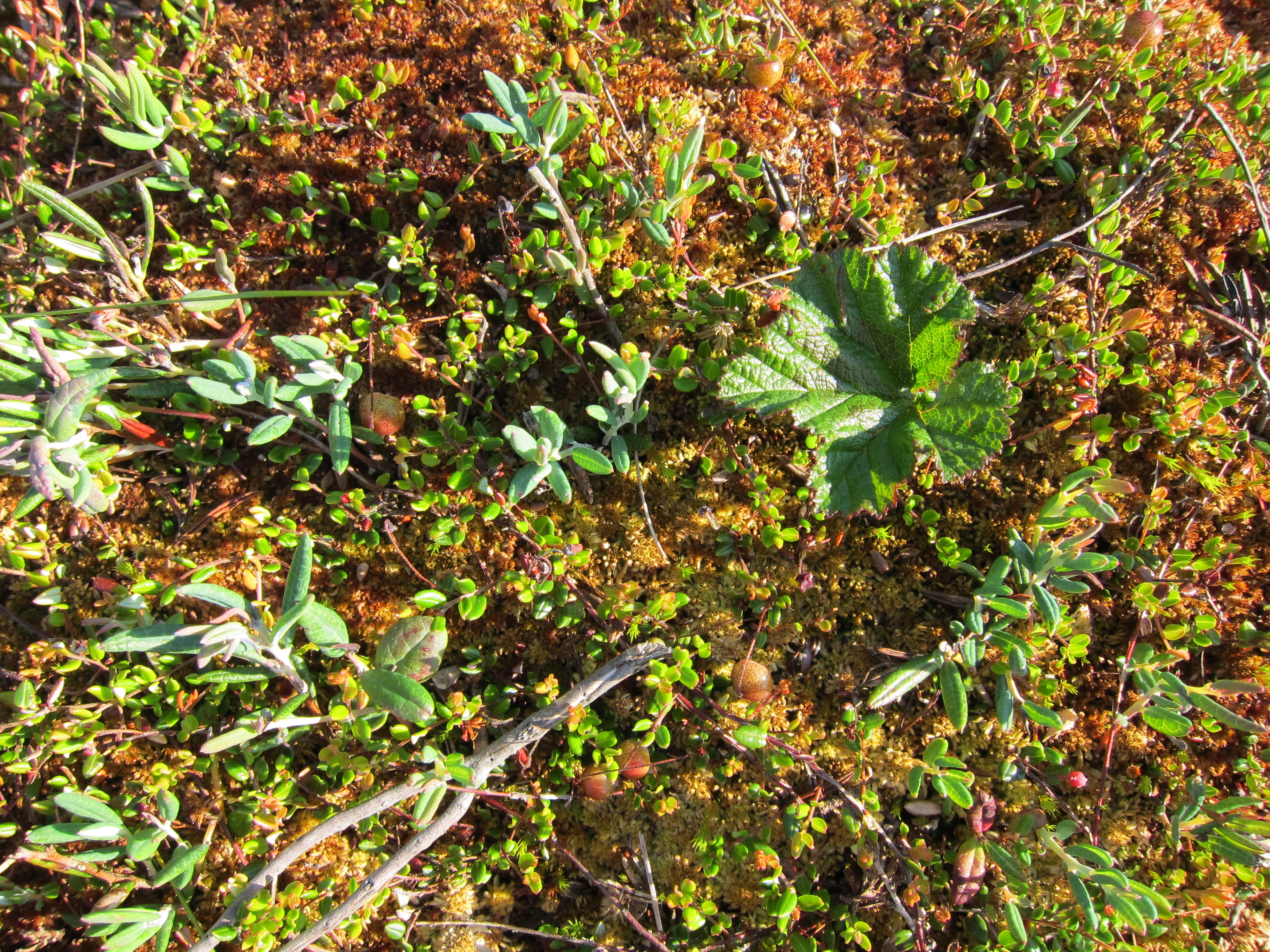
Plaquebière et canneberge.
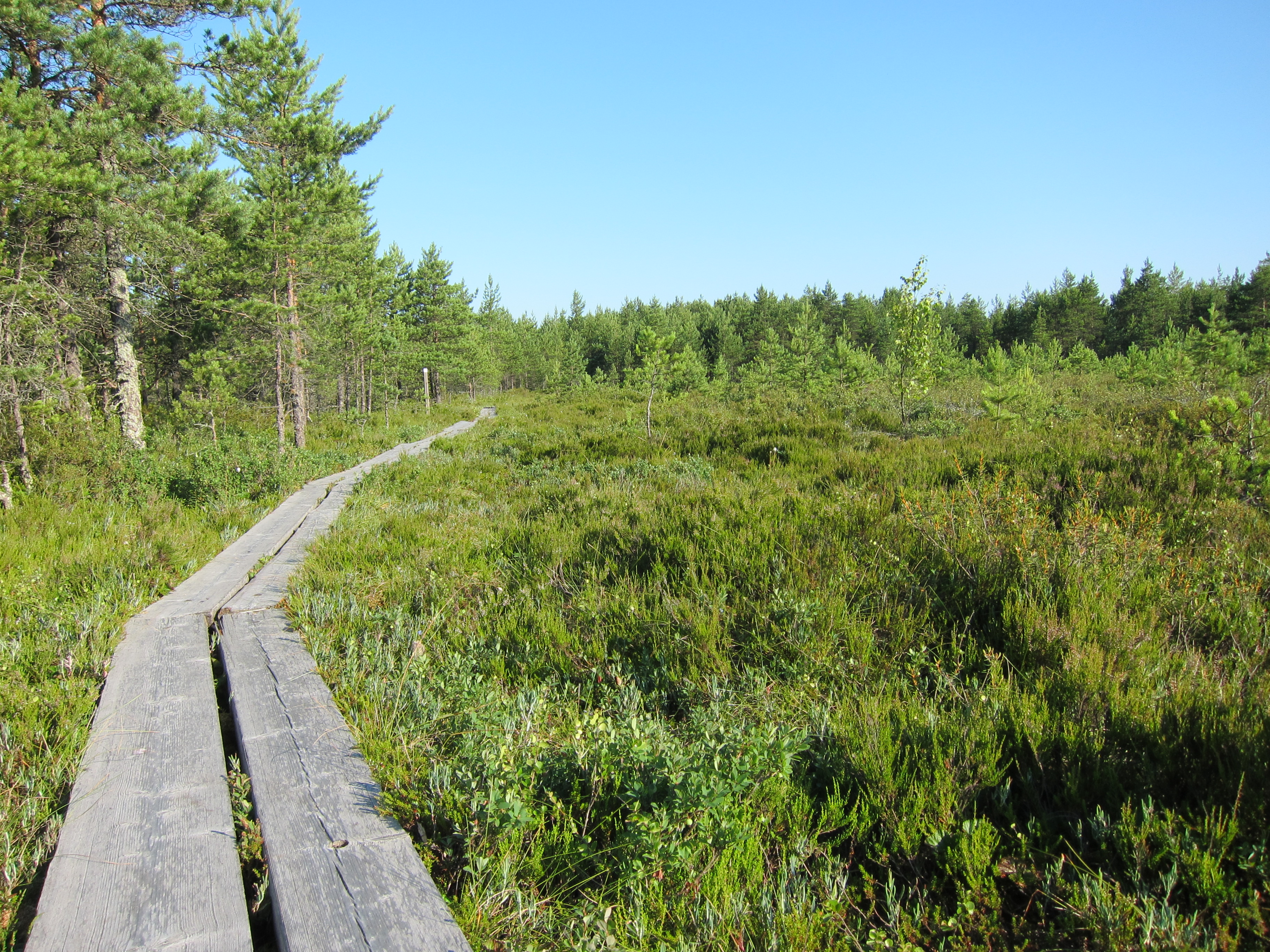
Sentier de caillebotis.
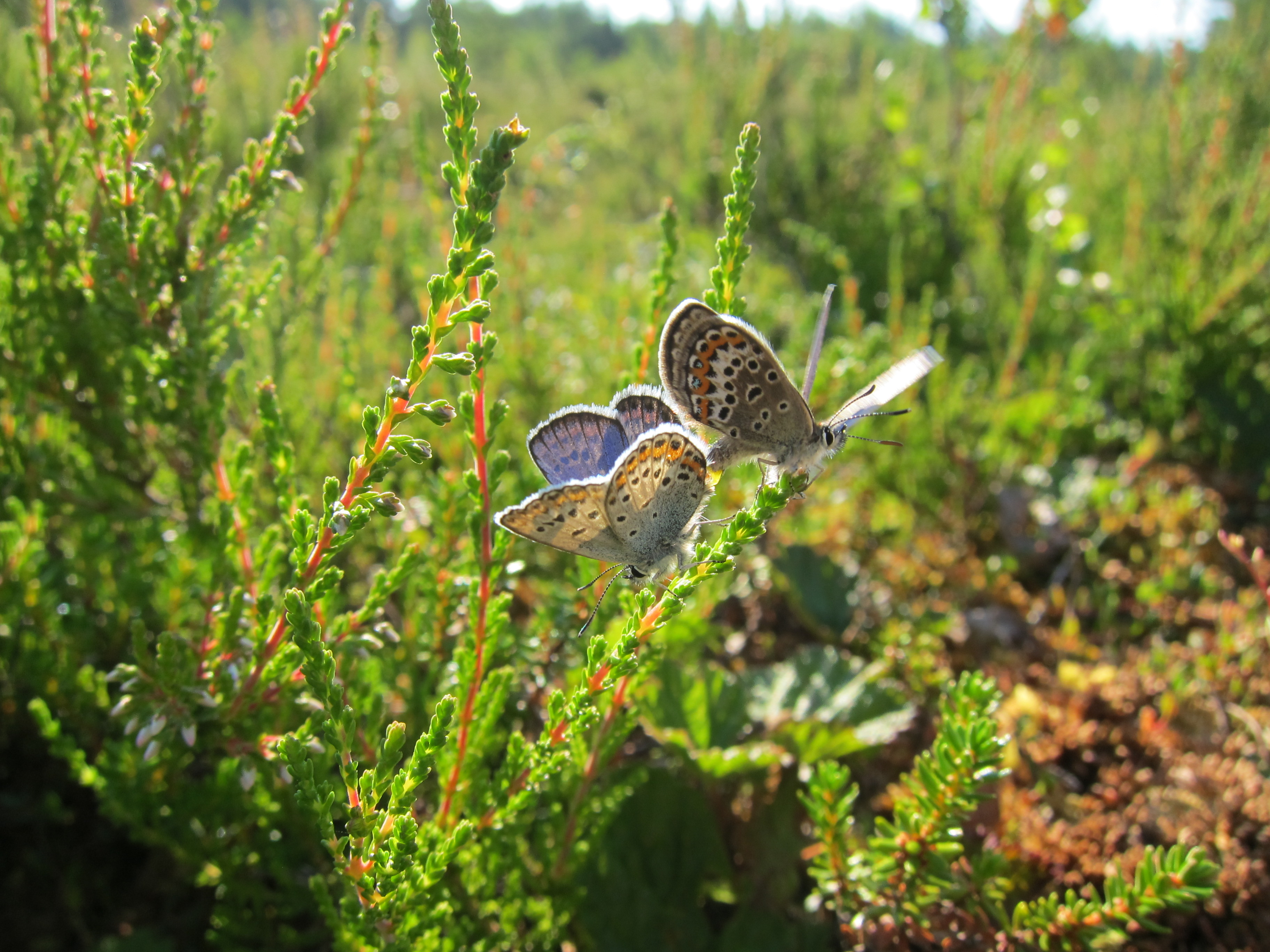
Lycaenidae.
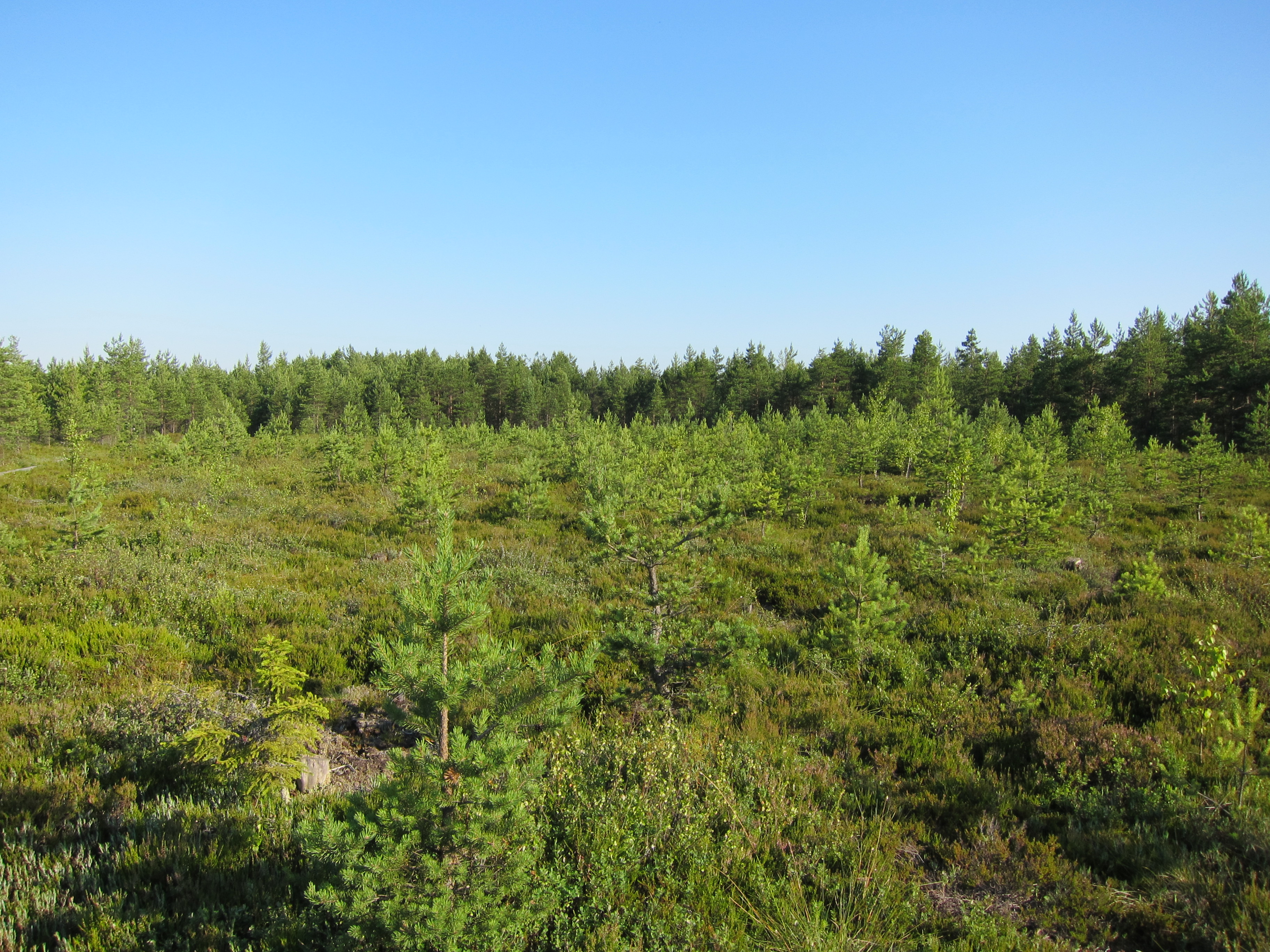
Marais Isosuo.